# Antoine Rey
Antoine Rey (Losanna, 25 agosto 1986) è un calciatore svizzero, centrocampista del Mendrisio.

## Caratteristiche
È un centrocampista con attitudini difensive, abile nell'intercettare la palla e nei contrasti.

## Carriera

### Losanna
Si forma sportivamente nelle file del Losanna, squadra della sua città natale, che all'età di 16 anni lo fa debuttare in Challenge League (seconda serie). Rimasto in rosa anche a seguito della retrocessione d'ufficio del Losanna in seconda lega interregionale, Rey si rivela elemento determinante nella risalita del club, che rientra in lega cadetta nella stagione 2005-2006.
Divenuto capitano della squadra, vi rimane per altre quattro stagioni.
Squadra nazionale svizzera
Antoine ha inoltre vestito la maglia della squadra nazionale svizzera under 16, 17, 18, 19 e 20 con 33 presenze.

### Lugano
Ingaggiato dal Lugano nel gennaio 2010, assume la fascia di capitano nel 2013, imponendosi come uomo chiave della rosa bianconera. In occasione della finale di Coppa Svizzera 2015-2016 ha raggiunto le 200 presenze in partite ufficiali con la maglia del club ticinese. Il 1º luglio del 2017 gli scade il contratto con il Lugano e lascia la società ticinese dopo 221 partite ufficiali con i bianconeri.

### Chiasso
A luglio 2017 si trasferisce nel Chiasso dove ritrova diversi ex compagni di squadra del Lugano tra i quali Orlando Urbano, Bruno Martignoni, Francesco Russo e i giovani Eris Abedini, Assan Ceesay, Gioele Franzese, Andrea Padula, Dusan Cvetkovic nonché Alessio Bellante.

## Statistiche
Statistiche aggiornate al 2 dicembre 2017.
| Stagione        | Squadra         | Campionato      | Campionato | Campionato | Coppe nazionali | Coppe nazionali | Coppe nazionali | Coppe continentali | Coppe continentali | Coppe continentali | Altre coppe | Altre coppe | Altre coppe | Totale | Totale |
| Stagione        | Squadra         | Comp            | Pres       | Reti       | Comp            | Pres            | Reti            | Comp               | Pres               | Reti               | Comp        | Pres        | Reti        | Pres   | Reti   |
| --------------- | --------------- | --------------- | ---------- | ---------- | --------------- | --------------- | --------------- | ------------------ | ------------------ | ------------------ | ----------- | ----------- | ----------- | ------ | ------ |
| 2002-2003       | Losanna         | NL B            | 5          | 0          | CS              | 0               | 0               | -                  | -                  | -                  | -           | -           | -           | 5      | 0      |
| 2003-2004       | Losanna         | 2.Lega          | 23         | 4          | -               | -               | -               | -                  | -                  | -                  | -           | -           | -           | 23     | 4      |
| 2004-2005       | Losanna         | 1.Lega          | 26         | 2          | CS              | 1               | 0               | -                  | -                  | -                  | -           | -           | -           | 27     | 2      |
| 2005-2006       | Losanna         | CL              | 29         | 3          | CS              | 1               | 0               | -                  | -                  | -                  | -           | -           | -           | 30     | 3      |
| 2006-2007       | Losanna         | CL              | 23         | 2          | CS              | 2               | 1               | -                  | -                  | -                  | -           | -           | -           | 25     | 3      |
| 2007-2008       | Losanna         | CL              | 21         | 1          | CS              | 3               | 0               | -                  | -                  | -                  | -           | -           | -           | 24     | 1      |
| 2008-2009       | Losanna         | CL              | 17         | 0          | CS              | 2               | 0               | -                  | -                  | -                  | -           | -           | -           | 19     | 0      |
| 2009-2010       | Losanna         | CL              | 15         | 1          | CS              | 4               | 0               | -                  | -                  | -                  | -           | -           | -           | 19     | 1      |
| Totale Losanna  | Totale Losanna  | Totale Losanna  | 159        | 13         |                 | 13              | 1               |                    | -                  | -                  |             |             |             | 172    | 14     |
| gen.-giu. 2010  | Lugano          | CL              | 14+1       | 0+0        | CS              | -               | -               | -                  | -                  | -                  | -           | -           | -           | 15     | 0      |
| 2010-2011       | Lugano          | CL              | 20         | 2          | CS              | 0               | 0               | -                  | -                  | -                  | -           | -           | -           | 20     | 2      |
| 2011-2012       | Lugano          | CL              | 24         | 0          | CS              | 2               | 0               | -                  | -                  | -                  | -           | -           | -           | 26     | 1      |
| 2012-2013       | Lugano          | CL              | 34         | 3          | CS              | 1               | 0               | -                  | -                  | -                  | -           | -           | -           | 35     | 3      |
| 2013-2014       | Lugano          | CL              | 32         | 1          | CS              | 1               | 0               | -                  | -                  | -                  | -           | -           | -           | 33     | 1      |
| 2014-2015       | Lugano          | CL              | 32         | 0          | CS              | 2               | 0               | -                  | -                  | -                  | -           | -           | -           | 34     | 0      |
| 2015-2016       | Lugano          | SL              | 32         | 0          | CS              | 5               | 1               | -                  | -                  | -                  | -           | -           | -           | 37     | 1      |
| 2016-2017       | Lugano          | SL              | 20         | 0          | CS              | 1               | 0               | -                  | -                  | -                  | -           | -           | -           | 21     | 0      |
| Totale Lugano   | Totale Lugano   | Totale Lugano   | 209        | 6          |                 | 12              | 1               |                    | -                  | -                  |             | -           | -           | 221    | 7      |
| 2017-2018       | Chiasso         | CL              | 21         | 0          | CS              | 1               | 0               | -                  | -                  | -                  | -           | -           | -           | 22     | 0      |
| Totale carriera | Totale carriera | Totale carriera | 389        | 19         |                 | 26              | 2               |                    | -                  | -                  |             | -           | -           | 415    | 21     |

## Palmarès

### Club

#### Competizioni nazionali
- Challenge League: 1

Lugano: 2014-2015
- Seconda Lega interregionale: 1

Mendrisio: 2022-2023